# Neue Synagoge (Konin)
Koordinaten: 52° 12′ 40″ N, 18° 15′ 7″ O

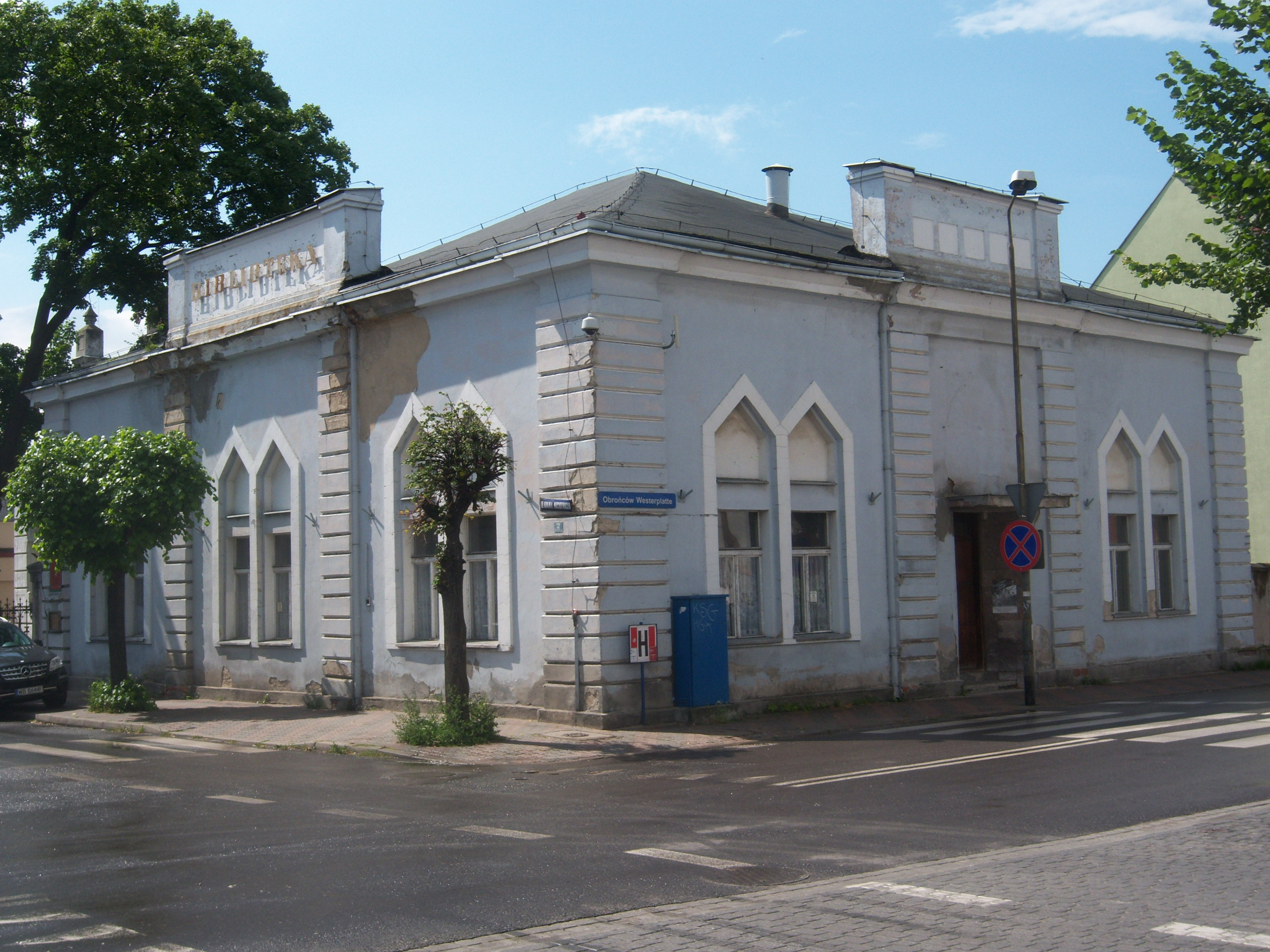
Neue Synagoge in Konin

Die Neue Synagoge in Konin, einer polnischen Stadt in der Woiwodschaft Großpolen, wurde 1883 errichtet. Die profanierte Synagoge befindet sich an der Adam-Mickiewicz-Straße. Das Gebäude wird heute als Buchhandlung genutzt.